# Anatolisk harört
Anatolisk harört (Bupleurum subovatum) är en växtart i släktet harörter och familjen flockblommiga växter.
Arten är en ettårig växt som förekommer naturligt i Sydeuropa, Nordafrika och Mellanöstern. Den har även med människans hjälp spritts i stora delar av övriga Europa samt till Nya Zeeland. I Sverige förekommer den tillfälligt, men reproducerar sig inte.